# آبشار شاکی
آبشار شاکی یا شاکه (ارمنی: Շաքիի ջրվեժ) آبشاری است که در سیسیان، استان سیونیک، ارمنستان واقع شده و ارتفاع کلی ریزشگاه آن ۱۸ است. این آبشار در دره رود ووروتان در فاصله ۳ کیلومتری از منطقه سیسیان قرار دارد.
ساکنان محلی می‌گویند سربازان ترک نود و سه دختر باکره را که در «گغارکونیک» اسیر کرده بودند برای رهبر خود در «موغان» می‌فرستادند. وقتی دختران اسیر شده به آبشار می‌رسند به سربازان ترک می‌گویند، «ما در مسیر طولانی به شدت کثیف شده‌ایم اجازه دهید در رودخانه شنا کنیم تا تمیز شویم بعد ما را نزد رهبر خود ببرید.» سربازان ترک هم قبول می‌کنند. دخترها خودشان را به امواج خروشان می‌زنند و ناپدید می‌شوند (فرار می‌کنند) فقط یکی از دختران که چشمان آبی داشت و نام او شاکه بود سعی می‌کرد به کمک امواج خروشان رود وروتان فرار کند سربازان به او نزدیک می‌شدند ولی در همان لحظه به‌طور معجزه آسایی صخره ای در رود ظاهر می‌شود و آب به شدت بر فراز آن فرود می‌آید دختر زیر سخره مخفی می‌شود و سربازان از ترس غرق شدن به او نزدیک نمی‌شوند از آن پس نام آبشار و روستایی که در نزدیکی آن می‌باشد را شاکی یا شاکه می‌گذارند.

## نگارخانه

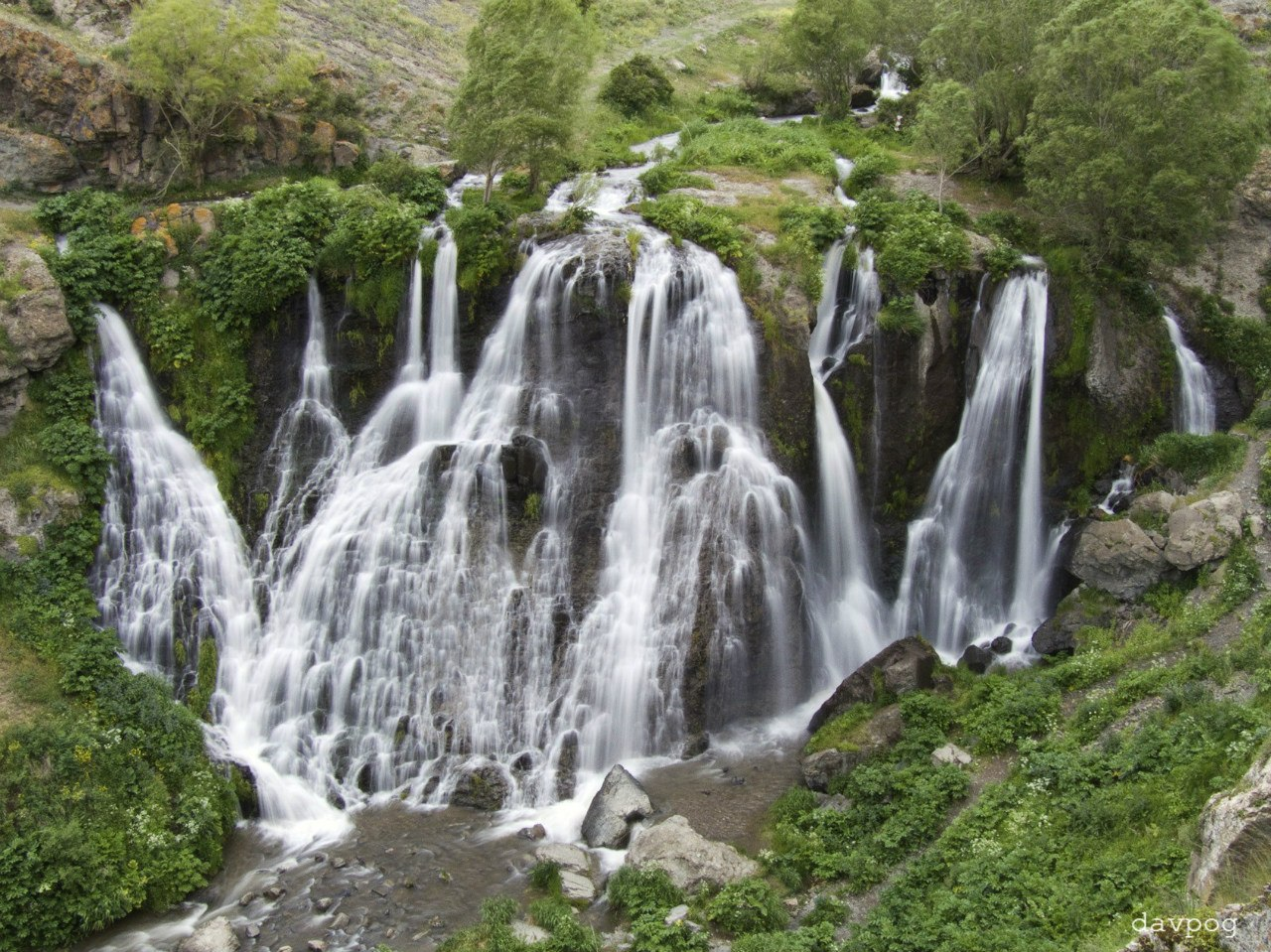
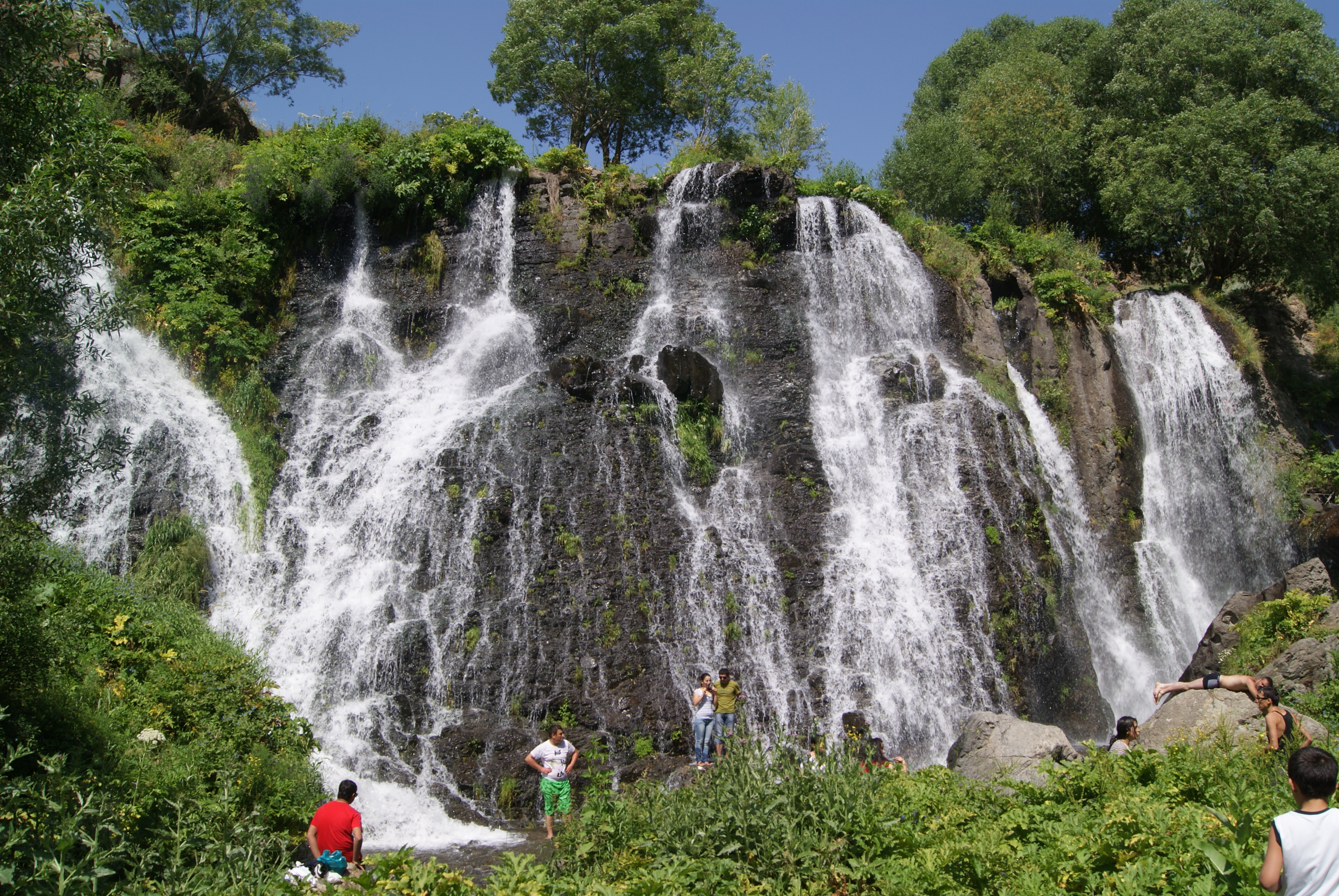